# Bánhidský slovenský dům
Bánhidský slovenský dům slouží jako národopisné a etnografické muzeum ve městě Tatabánya. Byl otevřený 29. října 2006. Jde o prostornou budovu ze začátku 19. století, původně školu, zřízenou při katolickém kostele sv. Michala.

## Dějiny
Budova jako škola sloužila do poloviny 60. let 20. století. Muzeum v Tatabányi zde později zřídilo expozici věnovanou historii školství. Muzeum fungovalo do roku 1990; když bylo uzavřeno, budova byla převedena do vlastnictví župní samosprávy. V roce 2005 z iniciativy dr. Imrich Németha a Růženy Pruzsinové Izingové nemovitost odkoupila obecní slovenská samospráva se záměrem zařídit v ní národopisnou a etnografickou výstavu. Slovenská samospráva v Bánhidě budovu nechala zrekonstruovat a s pomocí místního obyvatelstva zařídila muzeum.

## Popis
Výstava je instalována ve dvou místnostech: v první jsou umístěny historické předměty používané v domácnosti, tematicky rozdělených na kuchyň a pokoj. Ve druhé části se nachází fotografická dokumentace života z dávné doby. Fotografie zobrazují tehdejší život předků slovenských obyvatel. Na dvoře slovenského domu je postavena dřevěná "kůlna" , zařízená památkovými předměty používanými tehdejšími rolníky.